# 定暹
定暹（じょうせん、980年頃?-没年不詳）は平安時代の僧侶。紫式部の弟。

## 概要
藤原為時の三男で紫式部の腹違いの弟（兄とも）。三井寺(園城寺)の阿闍梨であり、後に式部の父為時もこの寺で出家しているように、紫式部の一門と寺院との間には強い繋がりが存在していた 。
長保4年（1002年）、東三条院追善供養の法華八講に延暦寺の僧として出仕、また寛弘8年（1011年）には一条帝の大葬の百僧の中にも選ばれている 。